# Achim Schwarze
Achim Schwarze (* 1958) ist ein zeitgenössischer deutscher Schriftsteller.

## Leben und Wirken
Schwarze veröffentlichte im Alter von 19 Jahren sein erstes Buch, einen Ratgeber über Gartenbau. Seitdem hat er über 30 Bücher verfasst, überwiegend im Bereich Humor und Satire, aber auch mehrere Ratgeber-Bücher. Seinen Durchbruch als Autor erreichte Schwarze durch humorvolle Charakteranalysen, wie zum Beispiel in seinen erfolgreichen Büchern Dünnbrettbohrer in Bonn und Das standesgemäße Extra für Mercedes-Fahrer. Seine überwiegend im Eichborn-Verlag erschienenen Bücher und Ratgeber haben inzwischen eine Gesamtauflage von über 640.000 Exemplaren erreicht.
Er schrieb auch satirische Kolumnen, zum Beispiel für die Magazine Playboy und Prinz. Eine gewisse Bekanntheit in den Medien erlangte Schwarze, als er über seine Erlebnisse als Ghostwriter für aufstrebende Akademiker berichtete.
Darüber hinaus ist Schwarze auch als Künstler, Unternehmensberater und Immobilienmakler tätig.
Er lebt und arbeitet abwechselnd in Berlin (im Sommer) und auf einer Zimt-Plantage in Sri Lanka (im Winterhalbjahr).
Im Jahr 2017 zog er dann vollständig nach Sri Lanka.

## Veröffentlichungen
- Einfach anders Gärtnern. Biogemüse in Theorie und Praxis. 2. Auflage. Werner Pieper, 1983, Löhrbach ISBN 3-922708-84-6.
- Zukunftstechniken. Funktion. Anwendung. Folgen. Missbrauch und alternative Chancen. Werner Pieper, Löhrbach 1984, ISBN 3-922708-94-3
- Dünnbrettbohrer in Bonn. Aus den Dissertationen unserer Elite. Eichborn, Frankfurt 1985, ISBN 3-8218-1031-9
- Spass-Guerilla. Die fröhliche Subversion für den Hausbriefkasten. Eichborn, Frankfurt 1986, ISBN 3-8218-1062-9
- Billige Autos. Eichborn, Frankfurt
  - Band 1: Das Handbuch für den listigen Autokauf. Kaufen, verkaufen, Technik, Tricks, Reparaturen, Verbotenes. 1986, ISBN 3-8218-1060-2; überarbeitete Neuausgabe 1988, ISBN 3-8218-1066-1
  - Band 2: Die Auto-Typen. Steckbriefe aller Marken, wo sie rosten, wie sie laufen, was sie kosten. 1986, ISBN 3-8218-1061-0
- Noch mehr Dünnbrettbohrer. Eine Materialschlacht der Dummheit. Eichborn, Frankfurt 1987, ISBN 3-8218-1886-7
- mit Sabine Kadgien: Berlin billig. Der bärenstarke Einkaufsführer. Adressen, Empfehlungen, Warnungen, Geheimtips und Preisbrecher. Eichborn, Frankfurt 1987, ISBN 3-8218-1064-5
- Die Bibel für den Verkehrssünder. So ziehe ich meinen Kopf aus der Schlinge.
- Billig einkaufen. Das definitive Handbuch für das private Wirtschaftswunder. Eichborn, Frankfurt 1987, ISBN 3-8218-1063-7
- Die Bibel für den Verkehrssünder. So ziehe ich meinen Kopf aus der Schlinge. Eichborn, Frankfurt 1987, ISBN 3-8218-1065-3
- Das standesgemässe Extra für Mercedesfahrer. Gemein, lustig, lebensnah. Eichborn, Frankfurt 1988, ISBN 3-8218-1874-3
- Das standesgemässe Extra für Golf-Fahrer. Gemein, lustig, lebensnah. Eichborn, Frankfurt 1988, ISBN 3-8218-2175-2
- Das standesgemässe Extra für BMW-Fahrer. Eichborn, Frankfurt 1989, ISBN 3-8218-2176-0
- Bestechen – aber richtig. Mehr Erfolg durch Korruption. Eichborn, Frankfurt 1989, ISBN 3-8218-1068-8
- Einfach anders Gärtnern. Biogemüse in Theorie und Praxis. Grüne Kraft, Löhrbach 1989, ISBN 3-922708-84-6
- Das standesgemässe Extra für Cabrio-Fahrer. Gemein – lustig – lebensnah. Eichborn, Frankfurt 1990, ISBN 3-8218-2177-9
- Viel Anschluss unter dieser Nummer. Tips und Tricks für den originellen Anrufbeantworter. Eichborn, Frankfurt 1990, ISBN 3-8218-2189-2
- 256 Männer-Typen. Wie sie balzen, kämpfen, lieben und bezahlen. Eichborn, Frankfurt 1990, ISBN 3-8218-2188-4
- Beim nächsten Krach wird alles anders! Eine Anleitung zum gekonnten Streit für Liebende, Streitende und Frischversöhnte. Eichborn, Frankfurt 1990, ISBN 3-8218-2187-6; Goldmann, München 1993, ISBN 3-442-42028-8
- Fremdgehen. Heimliche Liebschaften und was Sie daraus lernen können. Eichborn, Frankfurt 1991, ISBN 3-8218-2240-6
- Teetrinker sind bessere Menschen. Anregungen für abgebrühte Kenner. Eichborn, Frankfurt 1991, ISBN 3-8218-2182-5
- Billige Autos. Gebrauchtwagen: clever kaufen, lange fahren, optimal verkaufen. Eichborn, Frankfurt 1992, ISBN 3-8218-2218-X
- Das Nonplusultra für den originellen Anrufbeantworter. Sprechen Sie nach dem Piep! Eichborn, Frankfurt 1993, ISBN 3-8218-2196-5
- Lieber reich und gesund als arm und krank. Wie man in Bestzeit Geld macht und gekonnt damit umgeht. Eichborn, Frankfurt 1993, ISBN 3-8218-2224-4
- Alles über Kontaktanzeigen. Wer sie schreibt, wie man sie versteht und was man daraus macht. Eichborn, Frankfurt 1993, ISBN 3-8218-3307-6
- Das standesgemässe Extra für Passat-Fahrer. I’ bin Passat-Fan. Eichborn, Frankfurt 1994, ISBN 3-8218-2324-0
- Die Magie der schönen Worte. Alles über Komplimente. Eichborn, Frankfurt 1994, ISBN 3-8218-3329-7
- Das Krokodil auf dem Rastplatz. Unglaubliche Auto-Mythen. Eichborn, Frankfurt 1994, ISBN 3-8218-0444-0
- Kultbuch Mercedes. Eichborn, Frankfurt 1994, ISBN 3-8218-2479-4
- Kultbuch Opel. Eichborn, Frankfurt 1994, ISBN 3-8218-2480-8
- Der Schummel-Profi. Erprobte, sichere und originelle Tricks für Schule und Uni. Eichborn, Frankfurt 1994, ISBN 3-8218-3348-3
- Erfolg mit Kontaktanzeigen. 300 Profi-Tips für Inserat und Treffen. Eichborn, Frankfurt 1994, ISBN 3-8218-3400-5
- Achimowitz. Ein Mann sagt Ja zur Überstunde. dtv, München 2003, ISBN 3-423-20673-X
- Kleine Brötchen. Von den Vorzügen, ohne feste Anstellung zu sein. Goldmann, München 2005, ISBN 3-442-15321-2

## Pressekritiken
- Schwein gesucht. In: Der Spiegel Jg. 1993, Nr. 43, S. 122